# The Stronger Hand
The Stronger Hand è un cortometraggio muto del 1914. Non si conosce il nome del regista. Il film, prodotto dalla Majestic Motion Picture Company e distribuito dalla Mutual Film, è interpretato da Ernest Joy e da Eugene Pallette.

## Produzione
Il film fu prodotto dalla Majestic Motion Picture Company.

## Distribuzione
Distribuito dalla Mutual Film, il film - un cortometraggio in due bobine - uscì nelle sale cinematografiche statunitensi il 3 marzo 1914.